# Armée collaborationniste chinoise

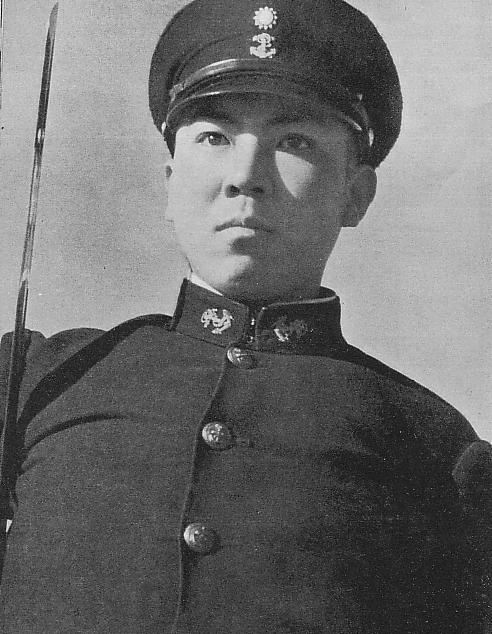
Un cadet de la marine chinoise collaborationniste loyale au régime de Wang Jingwei.

Pour les articles homonymes, voir Armée chinoise (homonymie).
L'armée collaborationniste chinoise est une force armée alliée à l'empire du Japon durant la seconde guerre sino-japonaise. Elle prend différents noms à différents moments en différents lieux, dépendant du régime ou chef collaborationniste qu'elle sert.

## Histoire
Durant l'invasion japonaise de la Mandchourie en 1931-32, le général Xi Qia fonde un mouvement de sécession pro-japonais au Kirin et l'« armée du Nouveau Kirin », tandis que Zhang Haipeng fonde à Taonan l'« armée pour la remise en état de Hsingan ». Ces deux forces tentent de vaincre les dernières forces chinoises restantes de la province du Heilongjiang et à Harbin mais y échouent en janvier 1932. Après l'incident de Mukden, les forces chinoises pro-japonaises sont réunies au sein de l'armée impériale du Mandchoukouo début 1932.
Durant l'opération Nekka et la bataille de la Grande Muraille de 1933, le Japon utilise l'« armée du salut national » de Li Chi-chun sous le drapeau à cinq bandes de la République de Chine et l'armée de Taoliao du Mandchoukouo de Zhang Haipeng.
Au début de l'intervention japonaise en Mongolie-intérieure en 1933, le Japon utilise les forces chinoises de Liu Guitang et Li Shouxin. Plus tard, il utilise la grande armée Han vertueuse de Wang Ying pour renforcer l'armée de Mongolie-intérieure puis l'armée nationale du Mengjiang. Il forme ensuite le conseil autonome du Hebei oriental (en) et l'armée du Hopei oriental (en).

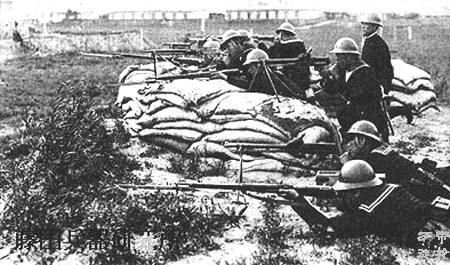
Troupes de défense fluviale du Mandchoukouo lors d'un exercice militaire.

Après le début de l'invasion japonaise principale de Chine en 1937, dans chaque région conquise, une armée collaborationniste est formée sous un nom différent, comme l'« armée d'assistance de l'armée impériale japonaise » ou la « police de garnison ». Plus tard, en particulier sous le gouvernement national réorganisé de la République de Chine, elles sont réorganisées dans un système de divisions, de corps et d'armées.
Durant la seconde guerre sino-japonaise de 1937-45, les zones occupées par le Japon ont besoin de troupes locales pour réprimer les révoltes et défendre les lignes d'approvisionnement japonaises des sabotages, ce qui occupe une grande partie de l'armée japonaise. Afin de résoudre leur problème de sous-effectif sur le front (en particulier après 1942 et le début de la guerre du Pacifique), et de maintenir leur contrôle sur les régions occupées de Chine, les Japonais commencent à employer des soldats chinois locaux et à recruter des habitants pour se charger du maintien de l'ordre public. En conséquence, les régimes fantoches établissent en Chine du Nord l'« armée de Zhi'an » et l'armée collaborationniste de Nankin. Les différents États fantoches ont chacun le contrôle nominal sur leur propre armée collaborationniste mais les officiers japonais sont autorisés à commander et transférer n'importe quelle unité.
En 1938, le nombre de soldats des armées collaborationnistes chinoises s'élève à 78 000 hommes, principalement dans les forces du gouvernement provisoire de la république de Chine en Chine du Nord. Quand Wang Jingwei établit le gouvernement nationaliste de Nankin après 1940, le nombre de soldats s'élève à 145 000.
À partir de 1942-1943 (probablement en réaction à l'entrée en guerre des États-Unis), les commandants de l'armée impériale japonaise permettent aux commandants collaborationnistes chinois, confrontés à une situation alarmante (coincés entre les communistes et les Japonais) de sauvegarder leurs forces en rejoignant temporairement les troupes japonaises avant d'intégrer l'armée collaborationniste de Nankin.
Ainsi, le nombre de soldats collaborationnistes augmente rapidement. Selon des statistiques du Parti communiste chinois de la fin de la guerre, environ 62 % des hommes des armées collaborationnistes chinoises sont issus de l'armée nationale révolutionnaire des nationalistes, ce qui est possiblement faux et cette affirmation sert sûrement de propagande aux communistes.
De plus, à la vue de la situation désespérée du Japon à partir de 1943, l'armée collaborationniste de Nankin commence à gagner plus d'autonomie dans la défense des zones chinoises occupées. Cette armée est presque continuellement employée contre la Nouvelle Quatrième armée et devient la cible d'opérations de guérilla et de sabotage menées par le bureau d'investigation et de statistiques (en) et par la Nouvelle Quatrième armée. En mars 1943, un rapport de renseignements britannique estime que les soldats collaborationnistes seraient au nombre de 345 130 hommes.
Malgré la hausse rapide du nombre de soldats et de son autonomie, l'armée collaborationniste chinoise souffre d'un moral faible car les habitants des régions occupées les considèrent comme des hanjian (traites). Beaucoup de soldats se rendent rapidement face aux forces de Tchang Kaï-chek durant les combats. Les simples soldats faits prisonniers sont convaincus de s'engager dans les forces anti-japonaises mais les commandants sont exécutés. Beaucoup de ces commandants coopèrent secrètement avec les services secrets chinois du général Dai Li, échangeant des informations sur les mouvements des forces japonaises tout en recevant l'ordre de combattre les communistes.